# Zvonimir Radeljković
Zvonimir Radeljković (Tuzla, 26. listopada 1943.) je hrvatski književni kritičar, prevoditelj i pjesnik iz BiH.
Od 1943. živi u Sarajevu gdje je završio osnovnu školu, gimnaziju i diplomirao na grupi anglistika-germanistika 1967. na Filozofskom fakultetu. Književnu kritiku i poeziju počeo objavljivati kao student. Akademski stupanj magistra američke književnosti stekao na Sveučilištu Indiana, SAD, 1969. godine, a doktorirao na Sarajevskom sveučilištu 1975. s temom: Thoreauova uloga u uspostavljanju američke književne tradicije. Prevodi s engleskog i na engleski jezik.
Dekan Filozofskog fakulteta u Sarajevu 1992/1993. i 1993/1994.
Predsjednik je P.E.N. Centra BiH.
Djela: An American Reader (sa S. Koljevićem i N. Dimitrijevićem, 1973.), Ka američkoj književnoj tradiciji (1980.), Snovi i jutra, dva stoljeća američke književnosti (1989.).